# Poppaea sabina
Poppaea sabina là một loài bướm đêm trong họ Noctuidae.